# 中山豊
中山 豊（、1931年〈昭和6年〉9月23日 - ）は、日本の元俳優。兵庫県姫路市出身。日本大学芸術学部卒業。

## 人物・経歴
1950年に演劇で活動していたところを千葉泰樹や藤本眞澄に認められ、千葉の監督作品『山のかなたに』（藤本プロ・新東宝）でデビューする。
1954年に東宝と専属契約し、千葉の監督作品に常連として出演するほか、岡本喜八、谷口千吉、本多猪四郎、須川栄三らの各監督にも多く起用され、特撮、時代劇、戦争映画などジャンルを問わずに出演する。コミカルな演技でバイブレイヤーとして活躍し、東宝の映画に数多く出演するなか、テレビドラマにも出演し、活動の幅を広げていった。
1970年代に入り、東宝俳優専属システムの崩壊を経て数多くの専属俳優が引退する中、中山もそれに伴って引退し、映画界から姿を消した。

## 出演作品

### 映画
- 山のかなたに (1950年、新東宝） - 予科練帰りの五年生
- 東京の恋人（1952年、東宝） - 愚連隊のメンバー
- 北海の虎（1953年、東宝）- 慎吉の子分
- 坊ちゃん社員（1954年、東宝） - 工員佐谷
- 女性に関する十二章（1954年、東宝） - 湯川英雄
- 透明人間（1954年、東宝） - 乾分二[4]
- 獣人雪男（1955年、東宝） - 大場組[1]
- 社長シリーズ（東宝）
  - へそくり社長（1956年） - 明和商事の社員
  - 続へそくり社長（1956年） - 明和商事の社員
  - 続・社長忍法帖（1965年） - 事務員
- 見事な娘（1956年、東宝） - 青年A
- 夜間中学（1956年、大映） - 電車の客
- 恐怖の逃亡（1956年、東宝） - 山内晃治
- おかしな奴（1956年、東宝） - 大助の友人B
- あらくれ（1957年、東宝）- 縫製工場の職人
- 大番（東宝） 
  - 大番（1957年） - 由どん
  - 続大番 風雲編（1957年） - 株屋由太郎
- 次郎長意外伝 大暴れ次郎長一家（1957年、東宝） - 大瀬の半五郎
- 花嫁三重奏（1958年、東宝） - 小僧
- 母三人（1958年、東京映画） - 片山（中原製びん運転手）
- 弥次㐂夛道中記（1958年、東宝） - 人足B
- 弥次喜多道中双六（1958年、東宝） - どぶ池の淀十の子分
- 結婚のすべて（1958年、東宝） - 竹中（劇団の研究生）
- 変身人間シリーズ（東宝）
  - 美女と液体人間（1958年） - 花田組のアンチャン[4][2]
  - 電送人間（1960年） - 大野[4]
- 若い娘たち（1958年、東宝） - 学生C
- 裸の大将（1958年、東宝） - 弟てっちゃん
- 隠し砦の三悪人（1958年、東宝） - 山名の足軽一
- 暗黒街の顔役（1959年、東宝） - ユタ公
- 鉄腕投手 稲尾物語（1959年、東宝） - 西鉄応援団
- 孫悟空（1959年、東宝）
- 狐と狸（1959年、東宝） - 息子英夫
- 愚連隊シリーズ（東宝）
  - 独立愚連隊（1959年） - 一等兵
  - 独立愚連隊西へ（1960年） - 畑一等兵
  - どぶ鼠作戦（1962年） - 運転兵
- 恐るべき火遊び（1959年、東宝） - グレン隊大塩
- 暗黒街の対決（1960年、東宝） - ター公
- 接吻泥棒（1960年、東宝） - 運転手
- 大学の山賊たち（1960年、東宝） - 駅員
- 暗黒街の弾痕（1961年、東宝） - ヴイナス石油社員
- 情無用の罠（1961年、東宝） - 高級アパートの管理人山野
- 特急にっぽん（1961年、東宝） - 食堂車のコック・若山
- 若大将シリーズ（東宝）
  - 大学の若大将（1961年） - 愚連隊風の男A
  - 銀座の若大将（1962年） - バーテンくずれの与太者
- 守屋浩の三度笠シリーズ（東宝）
  - 守屋浩の三度笠シリーズ 泣きとうござんす（1961年） - ロー公
  - 守屋浩の三度笠シリーズ 有難や三度笠（1961年） - 宿の番頭
- モスラ（1961年、東宝） - 無線士本間[4][2]
- 香港の夜（1961年、東宝）- 鄭青竜の手下
- 黒い画集 第二話 寒流（1961年、東宝） - 山本組幹部・倉田
- 紅の空（1962年、東宝） - 整備員
- ゴジラシリーズ（東宝）
  - キングコング対ゴジラ（1962年） - 第二新盛丸通信係[4][2][3]
  - モスラ対ゴジラ（1964年） - 漁民B[1][3]
  - 三大怪獣 地球最大の決戦（1964年） - 新郎[1][2][3]
  - ゴジラ・ミニラ・ガバラ オール怪獣大進撃（1969年） - ペンキ屋[4][3]
- 香港の星（1962年、東宝）- バーテンのヤマちゃん
- 放浪記（1962年、宝塚映画） - 西山・田村の子分
- 太平洋の翼（1963年、東宝） - 大村上飛軍[4]
- ホノルル・東京・香港（1963年、東宝） - 中国語を話す男B
- 戦国野郎（1963年、東宝） - 馬借陸
- イチかバチか（1963年、東宝） - 大田原の運転手
- 大盗賊（1963年、東宝） - 竜神の市蔵
- 江分利満氏の優雅な生活（1963年、東宝） - コーラス部員
- 女の歴史（1963年、東宝） - 旅館の従業員
- 海底軍艦（1963年、東宝） - 貨物船見張り[4]
- 乱れる（1964年、東宝） - スーパーの店員
- 君も出世ができる（1964年、東宝） - 東和観光社員
- 宇宙大怪獣ドゴラ（1964年、東宝） - 石炭トラックの助手[5]
- クレージー映画（時代劇）（東宝）
  - 花のお江戸の無責任（1964年） - かごや
  - 無責任清水港（1966年） - 小政
  - クレージーの殴り込み清水港（1970年） - 子分
- 太平洋奇跡の作戦 キスカ（1965年、東宝）
- フランケンシュタイン対地底怪獣（1965年、東宝） - テレビ照明マンA[4]
- 戦場にながれる歌（1965年、東宝） - 上等兵
- 悪の階段（1965年、東宝） - 金物屋の店員
- 女の中にいる他人（1966年、東宝） - 自殺現場の野次馬
- 狸の王様（1966年、東宝） - 塚本
- 沈丁花（1966年、東宝)
- 殺人狂時代（1967年、東宝） - 笑う狂人
- めぐりあい（1968年、東宝）- 努の工員仲間
- 斬る（1968年、東宝） - 浪人
- 空想天国（1968年、東宝） - 警官
- 日本一シリーズ（東宝）
  - 日本一の裏切り男（1968年） - オカマ風のチンピラ
  - 日本一の断絶男（1969年） - チンピラ（北斗組）
  - 日本一のヤクザ男（1970年） - 根本組組員
- 赤毛（1969年、東宝）　- 沢渡宿の百姓
- 激動の昭和史 沖縄決戦（1971年、東宝） - 吉本上等兵[4]

### テレビドラマ
- おしくらまんじゅう（1959年、CX）
- 青春とはなんだ（1965年 - 1966年、NTV / 東宝） - 金高組弟分
- 遊撃戦 第1話「遊激隊前へ」（1966年、NTV）
- ウルトラシリーズ
  - ウルトラQ（TBS / 円谷プロ）
    - 第4話「マンモスフラワー」（1966年） - 東京広告社社員
    - 第12話「鳥を見た」（1966年） - 若い漁師

  - ウルトラマン （TBS / 円谷プロ）
    - 第10話「謎の恐竜基地」（1966年） - 釣り人・新田[3]
    - 第37話「小さな英雄」（1967年） - 警察官
- 快獣ブースカ（NTV / 東宝 / 円谷プロ）
  - 第6話「野球珍騒動」（1966年） - 審判
  - 第26話「チャメゴン誕生」（1967年） - 電気屋のおじさん
  - 第30話「スピード銃に気をつけろ!」（1967年） - お婆さん
  - 第37話「ナイナイ寺はドッキリ!」（1967年） - お坊さん
- でっかい青春（NTV / 東宝）
  - 第1話「威風堂々」（1967年）
  - 第10話「三百六十五分の一」（1967年）
  - 第14話「ともだち」（1968年）
- マイティジャック 第1話「パリに消えた男」（1968年、CX / 円谷プロ） - 無線通信士
- 五人の野武士 第24話「黄金」（1969年、NTV / 三船プロ）
- チビラくん（NTV / 円谷プロ）
  - 第19話「宇宙タレントやぁーい」（1970年） - ドナール
  - 第23話「快獣天国売出し中」（1970年） - ペラペラ
- 旗本退屈男 第6話「竹流し金六万両」（1970年、CX / 東宝）